# Claudiu-Vasile Răcuci
Claudiu-Vasile Răcuci (n. 29 aprilie 1971, Blaj, Alba, România) este un politician român, membru PNL. În legislatura 2016-2020 a fost deputat. La alegerile din 2024 a fost ales senator de Alba.